# 七星岩 (肇庆)
23°04′21″N 112°28′05″E / 23.07250°N 112.46806°E

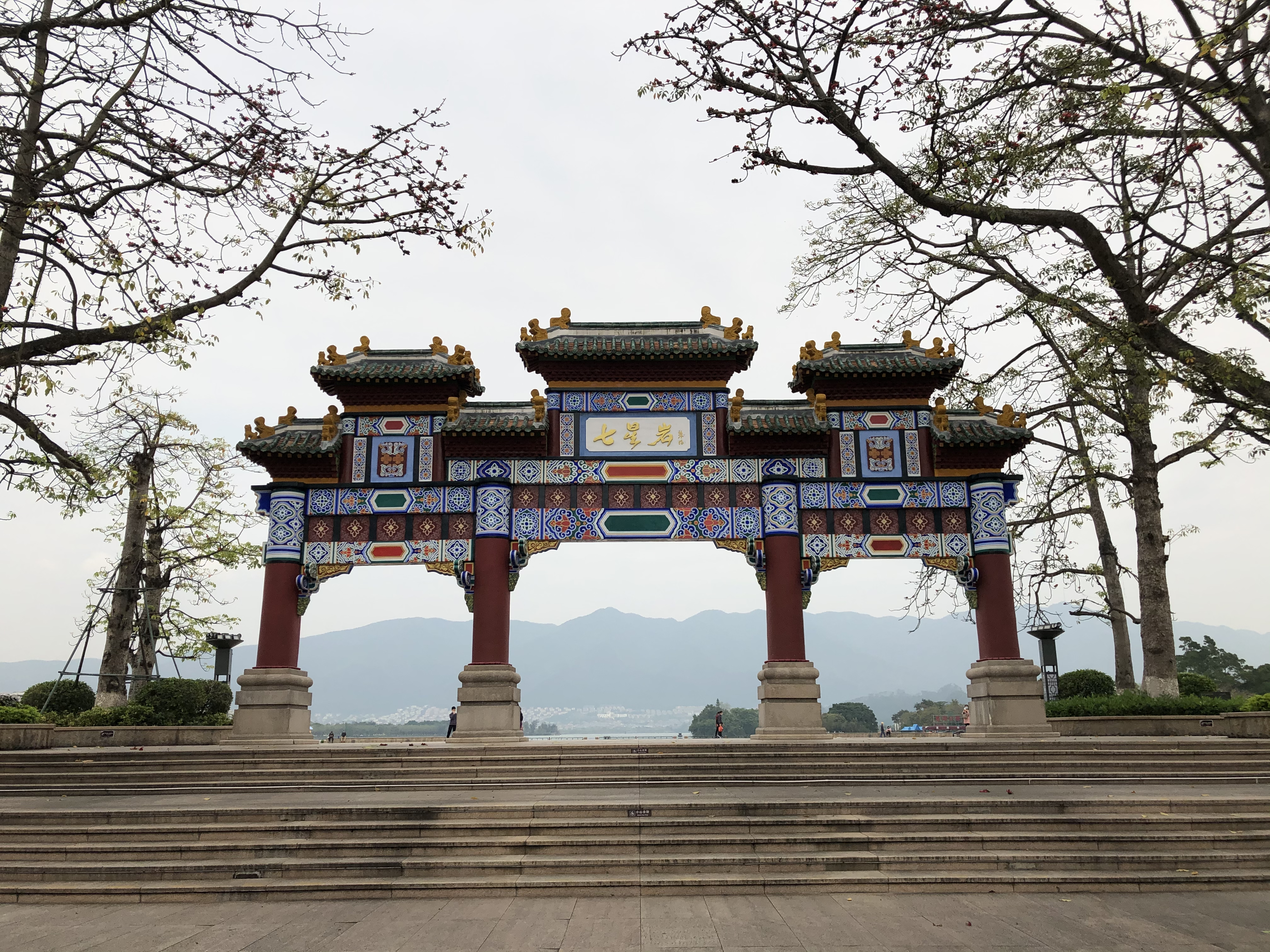
七星岩牌坊

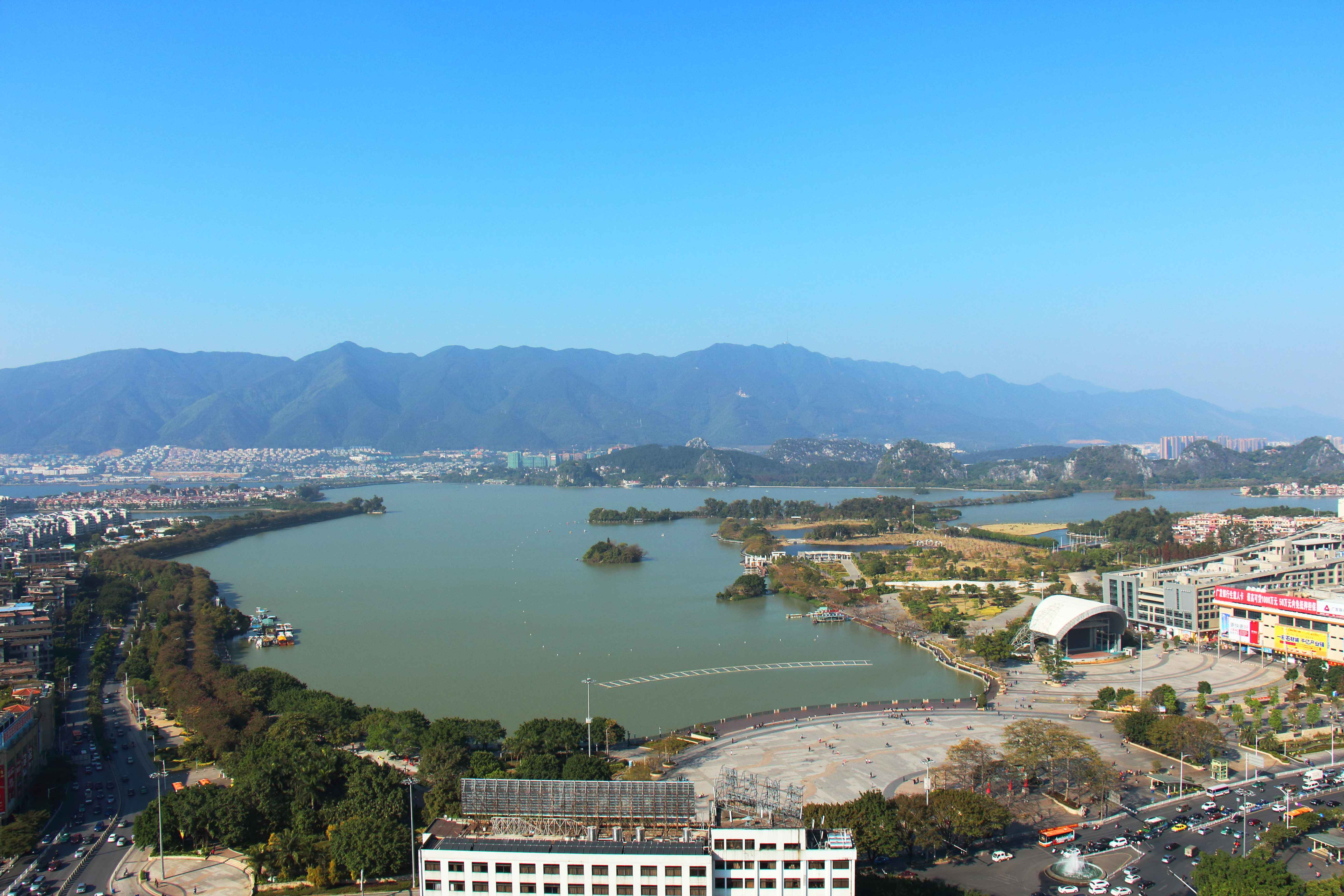
七星岩远眺

七星岩位于中国广东省肇庆市端州区中南部，景区有“五湖、六岗、七岩、八洞”之称。湖分五湖：仙女湖、中心湖、波海湖、青莲湖和里湖；岩有七星：阆风岩、天柱岩、蟾蜍岩、石室岩、阿坡岩、仙掌岩、玉屏岩。传说七星岩的七座山峰是女娲补天时留下的七块灵石。广东省绿道1号线的起点就在星湖的北岸。七星岩属于肇庆星湖旅游景区（国家5A级旅游景区）的一部分。
其中的七星岩摩崖石刻为全国重点文物保护单位。

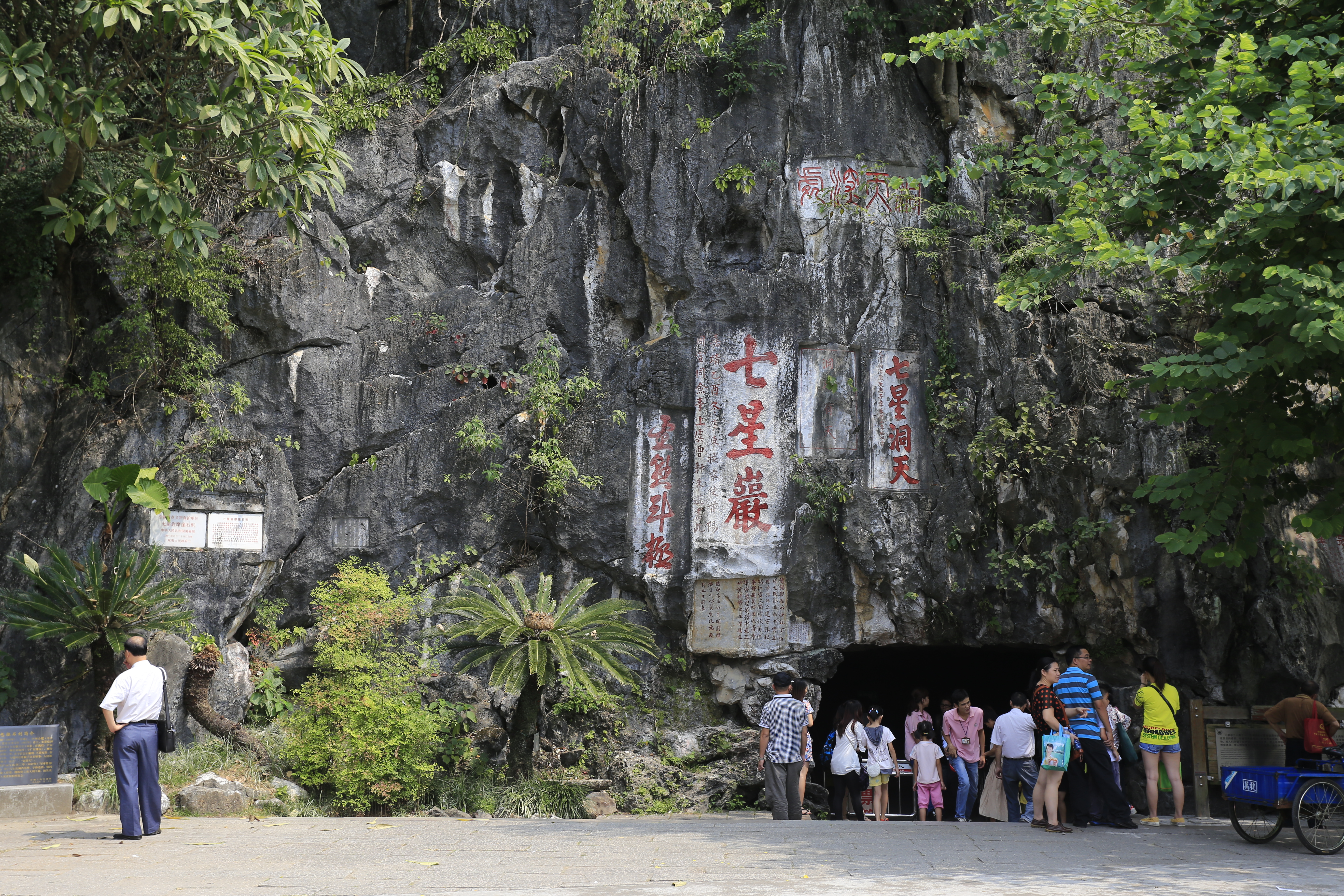
七星岩摩崖石刻

1982年，鼎湖山与七星岩组成的肇庆星湖旅游景区，成为国家首批44个国家重点风景名胜区之一；2020年，成为国家5A级旅游景区。

## 地理
一般相信，七星岩是史前时代的普通山岳被西江冲刷露出内部石灰岩部分再形成的喀斯特地形。七星岩原位于西江边上。唐代《端州石室记》（727年）记载：“介在江濆”（介＝这，濆＝水边高地）。西江古河道出三榕峡后分两支，北支从七星岩南面经过，即今天见到的七星岩湖区。北支大约在唐末淤塞。宋朝后人类有意识造堤，使得北支恢复不可能，而形成“沥湖”。这条古河道大致走向在清光绪年间的《肇慶府署基圍圖》依然可以看见。西面大致从今天的睦岗开始，称为“沥基”。经今天的国际酒店（清称泥湖塘），七星岩湖区，大冲，一路向东，再在今天的鼎湖和西江会合。唐以前称高要是“两水夹洲”，称北岭山、羚羊山形成的峡为“西峡”或“旱峡”。今天这个路线依然留下众多鱼塘、沼泽。

## 延伸阅读
[在维基数据编辑]
 《欽定古今圖書集成·方輿彙編·山川典·七星巖部》，出自陈梦雷《古今圖書集成》